# المحقق كونان (الموسم 14)
المحقق كونان (بالإنجليزية: Case Closed)‏ هو الموسم الرابع عشر من سلسلة المحقق كونان (باليابانية: 名探偵コナン، تُنطق ميه‌‌تانتيه كۆنان أي المحقق العظيم كونان) تُرجمت رسميًا إلى المُحقق كونان، وهي سلسلة مانغا للكاتب غوشو أوياما حُولِّت إلى مسلسل أنيمي وحلقات أوفا وأفلام أنمي وألعاب فيديو ووسائط أخرى يابانية وقد بدأ عرض السلسلة من 28 فبراير 2005 ولغاية 16 يناير 2006.
أُذيعت الحلقة الأولى في 8 يناير 1996 وعرضت الحلقات بالتوالي إلى أن وصلت إلى أكثر من 1,157 حلقة، وبذلك تحتل المركز الخامس عشر في قائمة أكثر الأنيميات من حيث عدد الحلقات. يتم عرض حلقة واحدة من الأنمي أسبوعيًّا على نبون تلفجن إلا في حالات عرض الأفلام فإنها قد تتأجل إلى أسبوعين أو أكثر. تتم دبلجة الأنيمي للغة العربية من قِبَل مركز الزهرة ولا تزال دبلجته مُستمرة لأكثر من ثمانية عشرة سنة منذ سنة 1998، حيث عُرض لأول مرة على تلفزيون قطر، وقد وصلت الحلقات المُدبلجة إلى 582 (551 بالنّظام الياباني) من أصل 1,157 حلقة.
يُعرَض المحقق كونان في اليابان على قناة نيبون تي في وقناة يوميأوري وقناة أنيماكس وقناة YTV اليابانية، وقد لاقى المحقق كونان رواجًا كبيرًا في اليابان حيث احتل مركزًا من ضمن المراكز الستة الأوائل في ست مناسبات مختلفة. وبحسب استطلاعات الرأي التي أجرتها مجلة أنيميج، اعتبر الأنيمي من بين أفضل 20 أنيمي تم إصداره خلال الفترة من عام 1996 ولغاية عام 2001. أيضا احتل المحقق كونان المركز الثالث والعشرين من ضمن قائمة أفضل 100 أنيمي، أجرته شبكة أساهي اليابانية في عام 2005.

## عناوين الحلقات
| #                  | #             | عنوان الحلقة                                                            | عنوان الحلقة                                    | تفاصيل الحلقة | تفاصيل الحلقة  | تفاصيل الحلقة      |
| اليابان            | العالم العربي | باليابانية                                                              | بالدبلجة العربية                                | في المانغا    | تاريخ العرض    | تاريخ العرض العربي |
| ------------------ | ------------- | ----------------------------------------------------------------------- | ----------------------------------------------- | ------------- | -------------- | ------------------ |
| 390                | 419           | قصة الحب السادسة في مقر شرطة العاصمة (الجزء الأول)                      | وداعاً تاكاجي (الجزء الأول)                      | فصل 450-452   | 28 فبراير 2005 | 10 مارس 2020       |
| 391                | 420           | قصة الحب السادسة في مقر شرطة العاصمة (الجزء الثاني)                     | وداعاً تاكاجي (الجزء الثاني)                     | فصل 450-452   | 7 مارس 2005    | 17 مارس 2020       |
| 392                | 421           | لغز فرق العشرين سنتيمتراً                                                | خدعة فارق الطول                                 | فلر           | 14 مارس 2005   | 24 مارس 2020       |
| 393                | 422           | حادثة الاختطاف المريبة                                                  | الثري المُختطَف                                   | فلر           | 21 مارس 2005   | 31 مارس 2020       |
| 394                | 423           | الخطر الرهيب في المنزل الغريب العجيب (الجزء الأول)                      | الألماسة الأثرية (الجزء الأول)                  | فصل 475-478   | 18 أبريل 2005  | 7 أبريل 2020       |
| 395                | 424           | الخطر الرهيب في المنزل الغريب العجيب (الجزء الثاني)                     | الألماسة الأثرية (الجزء الثاني)                 | فصل 475-478   | 25 أبريل 2005  | 14 أبريل 2020      |
| 396                | 425           | الخطر الرهيب في المنزل الغريب العجيب (الجزء الثالث)                     | الألماسة الأثرية (الجزء الثالث)                 | فصل 475-478   | 2 مايو 2005    | 21 أبريل 2020      |
| 397                | 426           | الحساء الحار المر الحلو                                                 | الطعوم المختلفة                                 | فلر           | 9 مايو 2005    | 28 أبريل 2020      |
| 398                | 427           | طلب من العائلة الغريبة (الجزء الأول)                                    | حادثة وفاة غريبة (الجزء الأول)                  | فصل 479-482   | 16 مايو 2005   | 5 مايو 2020        |
| 399                | 428           | طلب من العائلة الغريبة (الجزء الثاني)                                   | حادثة وفاة غريبة (الجزء الثاني)                 | فصل 479-482   | 23 مايو 2005   | 12 مايو 2020       |
| 400                | 429           | شكوك ران                                                                | شكوك ران                                        | فصل 483       | 30 مايو 2005   | 29 نوفمبر 2020     |
| 401                | 430           | لص سرقة المجوهرات بالجرم المشهود (الجزء الأول)                          | سارق المجوهرات (الجزء الأول)                    | فصل 484-486   | 6 يونيو 2005   | 28 يناير 2021      |
| 402                | 431           | لص سرقة المجوهرات بالجرم المشهود (الجزء الثاني)                         | سارق المجوهرات (الجزء الثاني)                   | فصل 484-486   | 13 يونيو 2005  | 4 فبراير 2021      |
| 403                | 432           | غموض الملائكة (الجزء الأول)                                             | متاهة في قصر الطيف (الجزء الأول)                | فلر           | 20 يونيو 2005  | 18 فبراير 2021     |
| 404                | 433           | غموض الملائكة (الجزء الثاني)                                            | متاهة في قصر الطيف (الجزء الثاني)               | فلر           | 27 يونيو 2005  | 25 فبراير 2021     |
| 405                | 434           | الرجل الذي طلب سيارة الإسعاف                                            | الرجل الذي ذهب ليحضر سيارة الإسعاف              | فلر           | 4 يوليو 2005   | 4 مارس 2021        |
| 406                | 435           | استنتاجات كونان وهيجي السحرية (الجزء الأول)                             | لغز خيال الظل (الجزء الأول)                     | فصل 487-490   | 11 يوليو 2005  | 11 مارس 2021       |
| 407                | 436           | استنتاجات كونان وهيجي السحرية (الجزء الثاني)                            | لغز خيال الظل (الجزء الثاني)                    | فصل 487-490   | 18 يوليو 2005  | 18 مارس 2021       |
| 408                | 437           | استنتاجات كونان وهيجي السحرية (الجزء الثالث)                            | لغز خيال الظل (الجزء الثالث)                    | فصل 487-490   | 1 أغسطس 2005   | 25 مارس 2021       |
| 409                | 438           | مسرحية وجريمة اختطاف في وقتٍ واحد (الجزء الأول)                          | مسرح الحياة (الجزء الأول)                       | فلر           | 8 أغسطس 2005   | 1 أبريل 2021       |
| 410                | 439           | مسرحية وجريمة اختطاف في وقتٍ واحد (الجزء الثاني)                         | مسرح الحياة (الجزء الثاني)                      | فلر           | 15 أغسطس 2005  | 8 أبريل 2021       |
| 411                | 440           | شفرة بوابة الضرية المحيرة (الجزء الأول)                                 | سر الأحرف (الجزء الأول)                         | فصل 491-493   | 22 أغسطس 2005  | 15 أبريل 2021      |
| 412                | 441           | شفرة بوابة الضرية المحيرة (الجزء الثاني)                                | سر الأحرف (الجزء الثاني)                        | فصل 491-493   | 29 أغسطس 2005  | 22 أبريل 2021      |
| 413                | 442           | لغز الجريمة شبه الكاملة                                                 | جريمة نصف مكتملة                                | فلر           | 5 سبتمبر 2005  | 29 أبريل 2021      |
| 414                | 443           | البحث عن الطائر الأزرق مع المتحرين الصغار                               | الطائر الأزرق                                   | فلر           | 12 سبتمبر 2005 | 6 مايو 2021        |
| 415                | 444           | شيطان اليوم المشؤوم يظهر من جديد (الجزء الأول)                          | الكابوس (الجزء الأول)                           | فصل 494-498   | 10 أكتوبر 2005 | 25 فبراير 2023     |
| 416                | 445           | شيطان اليوم المشؤوم يظهر من جديد (الجزء الثاني)                         | الكابوس (الجزء الثاني)                          | فصل 494-498   | 17 أكتوبر 2005 | 4 مارس 2023        |
| 417                | 446           | شيطان اليوم المشؤوم يظهر من جديد (الجزء الثالث)                         | الكابوس (الجزء الثالث)                          | فصل 494-498   | 24 أكتوبر 2005 | 11 مارس 2023       |
| 418                | 447           | بيت العلية في حارة بيكا                                                 | سر السقيفة                                      | فلر           | 31 أكتوبر 2005 | 18 مارس 2023       |
| 419                | 448           | سيف الياماتانوأوروتشي (الجزء الأول)                                     | لغز السيف المسروق (الجزء الأول)                 | فلر           | 7 نوفمبر 2005  | 25 مارس 2023       |
| 420                | 449           | سيف الياماتانوأوروتشي (الجزء الثاني)                                    | لغز السيف المسروق (الجزء الثاني)                | فلر           | 14 نوفمبر 2005 | 1 أبريل 2023       |
| 421                | 450           | الصداقة الأولى وألوان الخريف (الجزء الأول)                              | لغز فتاة الطفولة (الجزء الأول)                  | فصل 410-412   | 21 نوفمبر 2005 | 8 أبريل 2023       |
| 422                | 451           | الصداقة الأولى وألوان الخريف (الجزء الثاني)                             | لغز فتاة الطفولة (الجزء الثاني)                 | فصل 410-412   | 28 نوفمبر 2005 | 15 أبريل 2023      |
| 423                | 452           | المتحرون الصغار والحشرات الخضراء الأربعة                                | فرقة المتحرين الصغار وأشقاء اليرقانات الأربعة   | فلر           | 5 ديسمبر 2005  | 22 أبريل 2023      |
| 424                | 453           | صورة رسالة المهرج                                                       | المهرج المقتول                                  | فلر           | 19 ديسمبر 2005 | 29 أبريل 2023      |
| 425                | 454           | الصدمة السوداء لحظة الوقوع في قبضة المنظمة (حلقة خاصة لمدة ساعتين ونصف) | الصدام الأسود حين تصل يد العصابة (الجزء الأول)  | فصل 499 - 504 | 9 يناير 2006   | 6 مايو 2023        |
| 425                | 455           | الصدمة السوداء لحظة الوقوع في قبضة المنظمة (حلقة خاصة لمدة ساعتين ونصف) | الصدام الاسود حين تصل يد العصابة (الجزء الثاني) | فصل 499 - 504 | 9 يناير 2006   | 13 مايو 2023       |
| 425                | 456           | الصدمة السوداء لحظة الوقوع في قبضة المنظمة (حلقة خاصة لمدة ساعتين ونصف) | الصدام الأسود حين تصل يد العصابة (الجزء الثالث) | فصل 499 - 504 | 9 يناير 2006   | 20 مايو 2023       |
| 425                | 457           | الصدمة السوداء لحظة الوقوع في قبضة المنظمة (حلقة خاصة لمدة ساعتين ونصف) | الصدام الأسود حين تصل يد العصابة (الجزء الرابع) | فصل 499 - 504 | 9 يناير 2006   | 27 مايو 2023       |
| 425                | 458           | الصدمة السوداء لحظة الوقوع في قبضة المنظمة (حلقة خاصة لمدة ساعتين ونصف) | الصدام الأسود حين تصل يد العصابة (الجزء الخامس) | فصل 499 - 504 | 9 يناير 2006   | 3 يونيو 2023       |
| بداية الجزء العاشر |               |                                                                         |                                                 |               |                |                    |
| 426                | 459           | ران ورسالة التعارف                                                      | رسالة إلى ران                                   | فلر           | 16 يناير 2006  | 10 يونيو 2023      |